# Athripsodes antalya
Athripsodes antalya là một loài Trichoptera trong họ Leptoceridae. Chúng phân bố ở miền Cổ bắc.